# Elaphocera sulcatula
Elaphocera sulcatula är en skalbaggsart som beskrevs av Leon Fairmaire 1884. Elaphocera sulcatula ingår i släktet Elaphocera och familjen Melolonthidae. Inga underarter finns listade i Catalogue of Life.